# Stig Lindevall
Stig Lennart Lindevall, född 15 augusti 1936 på Adelsö i Adelsö församling, död 12 maj 2024, var en svensk gymnast som tävlade för Stockholms GF.
Lindevall tävlade i åtta grenar för Sverige vid olympiska sommarspelen 1960 i Rom. Vid olympiska sommarspelen 1964 i Tokyo tävlade Lindevall i sju grenar. Lindevall blev svensk mästare i manlig artistisk gymnastik 1961, 1963 och 1964.